# Lonicera minutifolia
Lonicera minutifolia là một loài thực vật có hoa trong họ Kim ngân. Loài này được Kitam. mô tả khoa học đầu tiên năm 1954.